# Jean-Baptiste Bagaza

Jean-Baptiste Bagaza, född 29 augusti 1946 i Rutovu i Bururi, död 4 maj 2016 i Bryssel i Belgien, var en burundisk (tutsier) politiker. Han var president mellan åren 1976 och 1987, då han avsattes vid en militärkupp av Pierre Buyoya. Efter detta gick han i exil till Belgien, och senare till Libyen.